# Panettieri
Panettieri község (comune) Olaszország Calabria régiójában, Cosenza megyében.

## Fekvése
A megye déli részén fekszik. Határai: Bianchi, Carlopoli és Sorbo San Basile.

## Története
Scigliano hontalanná vált lakosai alapították a 17. századi nagy, Calabriát feldúló földrengés után. A 19. század elején, amikor a Nápolyi Királyságban felszámolták a feudalizmust Colosimi része lett, majd hamarosan elnyerte önállóságát.

## Népessége
A népesség számának alakulása:

## Főbb látnivalói
- San Carlo Borromeo-templom